# Бернар III (граф Бигорра)
Бернар III (фр. Bernard III; ум. 1113) — граф Бигора с 1090. Сын Сантюля V — виконта Беарна, и Беатрисы I, графини Бигора.
После смерти отца (1095) был соправителем матери в Бигоре. В 1095 году Беатриса умерла, и Бернар III стал полноправным графом.
В конце 1090-х годов Бернар III укрепил стены города Бигор, желая обезопасить его от разбойничих шаек, которые во времена Первого крестового похода были во Франции обычным явлением.
Жена (1110) — Азельма (Анисель) (ок. 1090 — до 1160), дочь Астанова II, графа де Фезензак. Дочь — Беатриса, умерла в младенческом возрасте.
Бернар III умер в 1113 году. Графство Бигор унаследовал его брат — Сантюль II. Азельма де Фезензак вторым браком вышла замуж (1119) за Жеро III, графа д’Арманьяк.